# Franz Crass
Franz Crass (Wipperfürth, Provincia del Rin, 19 de marzo de 1928 - Rüsselsheim, Hesse, 23 de junio de 2012) fue un cantante lírico alemán de proyección internacional.

## Carrera
Crass estudió en Colonia con Margarethe Flecken, Gerda Heuer en Wiesbaden y con Clemens Glettenberg. Debutó en 1954 en Krefeld en Aida. Integró el elenco estable de Hannover y Colonia hasta 1964.
Entre 1963 y 1974 fue estrella de la Wiener Staatsoper como Sarastro en Die Zauberflöte, Don Giovanni, Der Freischütz,Fidelio, Tannhäuser, König Marke en Tristan und Isolde, Fasolt en Das Rheingold, Gurnemanz en Parsifal).
Otros compromisos fueron en el Covent Garden como Barak en Die Frau ohne Schatten), el Teatro Colón en Buenos Aires (1964, König Heinrich en Lohengrin; 1966, Rocco; 1968 y 1971 como König Marke y Veit Pogner en Die Meistersinger von Nürnberg; 1969 como Amfortas en Parsifal), en la Staatsoper Unter den Linden (1965), Nancy (1972), Lyric Opera of Chicago (1975, Rocco) y en el Festival de Bayreuth entre 1959 y 1973
Afectado por una incipiente sordera, abandonó la escena en 1981, dedicándose a la enseñanza.
Crass fue condecorado con la Bayerischer Verdienstorden (Orden al Mérito de Baviera).

## Discografía
- Rafael Kubelik: Gustav Mahler – Sinfonía Nr. 8 (Pater Profundus)
- Otto Klemperer: Die Zauberflöte (Sprecher)
- Rafael Kubelik: Die Meistersinger von Nürnberg (Veit Pogner)
- Karl Böhm: Fidelio (Rocco)
- Pierre Boulez: Parsifal (Gurnemanz)
- Carlos Kleiber: Der Freischütz (Eremit)
- Karl Böhm: Die Zauberflöte (Sarastro)
- Karl Richter: Weihnachtsoratorium
- Wolfgang Sawallisch: Der Fliegende Holländer, 1961